# سیارک ۱۳۲۰۸
سیارک ۱۳۲۰۸ (به انگلیسی: 13208 Fraschetti، نامگذاری:1997GA38) سیزده هزار و دویست و هشتمین سیارک کشف شده‌است که در ۵ آوریل ۱۹۹۷ کشف شد.
قدر مطلق سیارک برابر ۱۴٫۱۰ است.